# San Sebastiano fuori le Mura
För andra betydelser, se San Sebastiano.
San Sebastiano fuori le Mura är en fornkristen basilika i Rom, en av de sju vallfartskyrkorna. Den är helgad åt martyren Sebastian och belägen i Quartiere Ardeatino i södra Rom.
Interiören hyser bland annat skulpturen Den helige Sebastian, utförd av Giuseppe Giorgetti.
San Sebastiano fuori le Mura är sedan år 1960 titelkyrka; den nuvarande kardinalprästen är Lluís Martínez Sistach.